# Ljønesøya

Ljønesøya est une petite île de la commune de Bodø, en mer de Norvège dans le comté de Nordland en Norvège.

## Description
L'île de 0,6 km2 est situé dans le Skjerstad Fjord (en). L'île est basse et boisée, avec un point culminant de seulement 13 m. Elle porte le nom du village de Ljønes, situé sur le continent à quelques kilomètres à l'est de l'île. Entre l'île et le continent, il y a un bas-fond, de sorte que Ljønesøya devient enclavée à marée basse.

### Réserve naturelle
La réserve naturelle de Ljønesøya a été créée le 6 décembre 2002 pour protéger les  zones les plus importantes de nidification des oiseaux de mer, en particulier les eiders, qui se trouvent sur l'île,.